# Eupoecila inscripta
Eupoecila inscripta är en skalbaggsart som beskrevs av Oliver Erichson Janson 1873. Eupoecila inscripta ingår i släktet Eupoecila och familjen Cetoniidae. Inga underarter finns listade i Catalogue of Life.